# 石川哲男
石川 哲男（いしかわ てつお、1929年（昭和4年） - ）は、昭和（戦後）の裁判官。クリスチャン（日本基督教団）。

## 人物
1929年（昭和4年）、静岡市生まれ。1946年（昭和21年）、静岡県立静岡中学校四年修了、海軍兵学校77期入学。1949年（昭和24年）、静岡高等学校 (旧制)文科卒業。1953年（昭和28年）、東京大学法学部卒業。大学院特別研修課程在籍（３年）。1956年（昭和31年）、北海道大学法学部勤務（１年）。1960年（昭和35年）、裁判官任官。地方裁判所（前橋・熊本・福岡・大阪・松山・名古屋）、名古屋高等裁判所勤務。1986年（昭和61年）、名古屋高等裁判所退官。日本基督教団静岡教会会員。

## 著書
- 『原始キリスト教の形成』[3] 公論社 2011.6
- 『ある法律実務家の信仰と歴史観・法哲学』[4] 日本図書刊行会 : 近代文芸社 1997.7